# Заречье (Ленский район)
Заречье — деревня в Ленском районе Архангельской области. Входит в состав Урдомского городского поселения.

## География
Находится в юго-восточной части Архангельской области на расстоянии приблизительно 20 км на север по прямой от административного центра поселения поселка Урдома на левом берегу речки Икаиха.

## История
В 1859 году здесь (деревня Яренского уезда Вологодской губернии) было учтено 20 дворов.

## Население
Численность населения: 66 человек (1859 год), 47 (русские 100 %) в 2002 году, 28 в 2010.